# Adolphe Alexandre Lesrel
 (octobre 2014).
Si vous disposez d'ouvrages ou d'articles de référence ou si vous connaissez des sites web de qualité traitant du thème abordé ici, merci de compléter l'article en donnant les références utiles à sa vérifiabilité et en les liant à la section « Notes et références ».

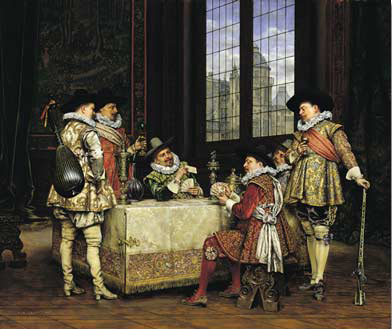
Le Jeu de cartes, 1927.

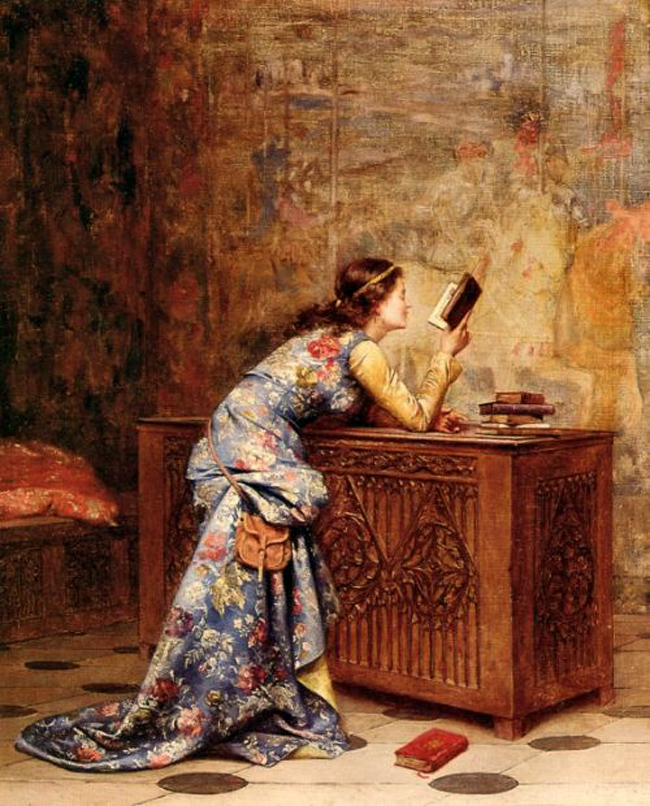
Captivée

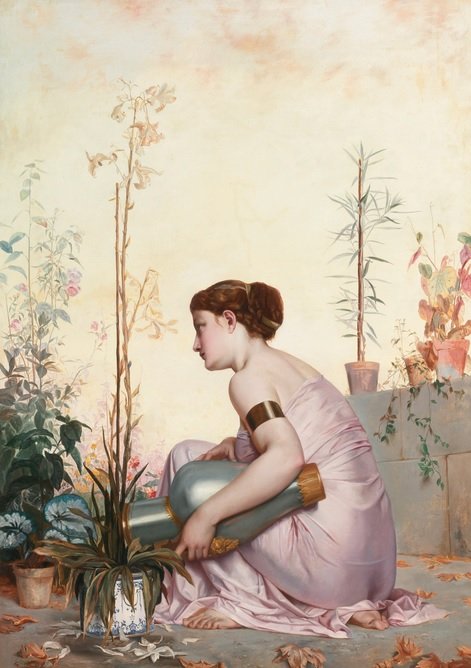
Le Lys est mort, 1873.

Adolphe Alexandre Lesrel est un artiste-peintre français né le 19 mai 1839 à Genêts, mort le 25 février 1929 à Genêts.

## Biographie
Ses parents sont tous deux normands, originaires de Genêts, dans la Manche. Son père est « laboureur », autrement dit propriétaire terrien. Adolphe Alexandre aurait donc été élevé dans une famille aisée. C'est en 1861, à l'âge de 22 ans, qu'Adolphe Alexandre Lesrel rentre à l'école des Beaux-Arts de Paris, dans l'atelier du peintre Jean-Léon Gérôme, un des artistes les plus importants du « pompiérisme ». Les documents concernant sa scolarité ayant disparu aujourd'hui, on sait néanmoins qu'il est inscrit sous le numéro 22 de l'atelier de Gérôme, soit un de ses premiers élèves. À cette époque, la peinture d'histoire était une finalité à l'École des Beaux-Arts. Il aura également comme maître Jean-Louis-Ernest Meissonier. Lesrel restera fidèle à l'académisme durant toute sa vie de peintre.

### Les Salons.
L'existence des Salons, fondés par l'Académie des beaux-arts, avaient pour but d'exposer les œuvres d'artistes agrées par celle-ci. Dès 1865, Lesrel exposa une à deux toiles pendant de nombreuses années aux salons de ces deux sociétés : Société des Artistes français et Société nationale des Beaux-Arts.. Le Dictionnaire des artistes de l'école française mentionne toutes les expositions où Lesrel a participé entre 1865 et 1881 (voir liste ci-contre). Lesrel a continué à exposer au Salon les années suivantes, mais le dictionnaire est trop ancien pour le mentionner.
- 1865 : "Portrait de Madame R...",
- 1866 : "L'Amour vainqueur", "Portrait de l'auteur",
- 1867 : "Trop heureux les habitants des champs, s'ils connaissent leur bonheur!",
- 1868 : "L'Aurore", "Portrait de Mademoiselle N.E.H..",
- 1869 : "La Poésie et la Tragédie sur le tombeau de Rachel", "Le repos du modèle",
- 1870 : "Pétrarque rencontrant Laure pour la première fois", "François de Rimini",
- 1872 : "Jeunes seigneurs examinant des épées, époque de Louis XIII", "Le dégustateur",
- 1873 : "Le Lys est mort", "Le marchand de hallebardes",
- 1874 : "Une aubade au chef",
- 1875 : "Amateurs de bois sculptés", "Un spadassin",
- 1876 : "Un cavalier, époque de Louis XIII", "Portrait de Madame L...",
- 1877 : "Les horreurs du pillage", "Les joueurs d'échecs",
- 1878 : "Portrait de Mademoiselle M.T.L..",
- 1879 : "La France retrouvant le cadavre de Henri Regnault, à Buzenval", "Marie de Médicis reçoit les présents de Henri IV",
- 1880 : "Le Christ mort", "La fête du nouveau-né, naissance du Grand Condé",
- 1881 : "Le départ des hirondelles", "Le sommeil d'une bacchante".

D'autres tableaux furent également présentés lors du Salon de la Société Nationale des Beaux Arts entre 1905 et 1914.
- 1905 : "Propos de Chasseurs",
- 1906 : "L'Orfèvre",
- 1907 : "Émouvant récit de chasse",
- 1908 : "L'Imagier",
- 1909 : "Chez le graveur",
- 1910 : "Les joueurs d'échecs,
- 1911 : "Trio d'amateurs",
- 1912 : "La chanson",
- 1913 : "Le Message",
- 1914 : "Les Constructeurs, le vaisseau et la nef".

Durant toute sa carrière, Lesrel récolte prix, médailles et récompenses officielles. En 1889, dans le cadre du Salon de la Société des Artistes Français et de l'Exposition Universelle, Lesrel obtiendra la mention honorable.
En 1881, Jules Ferry institue la "Société des Artistes Français" : comité de quatre-vingt-dix membres, élus par des artistes déjà admis. Dès 1885 Lesrel va en devenir sociétaire, ce qui lui donnera le droit d'y exposer.
En 1890, Pierre Puvis de Chavannes fonde la Société Nationale des Beaux Arts avec d'autres artistes dont Jules Louis Ernest Meissonier, Carolus-Duran et Adolphe Alexandre Lesrel. Ce salon se déroule alors au salon du Champ du Mars.

### Vie de Famille et fin de vie.
En 1872, il se marie à Paris avec Joséphine Létang ou Lestang qui était l'un de ses modèles. Lesrel aura deux filles, Marthe-Thérèse en 1873 (future Madame Heuzé) et quelques années plus tard Jeanne (future Madame Fontaine). Lesrel a peint ses deux filles sur un même tableau, l'Alsace-Lorraine, aujourd'hui conservé au Musée d'Avranches.

En 1907, Lesrel quitte Paris pour Genêts, sa ville natale. A cette occasion, il vendit une grande partie de la collection d'objets d'art qui ornait son atelier parisien et qui faisait partie intégrante des décors de ses tableaux. 
"L'atelier était un musée, ressemblant au cabinet de travail de Victor Hugo ou au salon de Sarah Bernard.." Madame Lepoutre-Adrian.
Pour continuer son travail, il fit venir à Genêts plusieurs de ses modèles parisiens. Puis il choisit souvent sa servante, qu'il habillé et coiffé en costume traditionnel breton. C'est qu'en 1916, Lesrel a résidé quelques mois en Bretagne. Ce séjour fut l'occasion de réaliser quelques toiles : "Lorient" et "Quimperlé".
Il y meurt le 25 février 1929 et fut inhumé près du portail de l'église de Genêts. Pendant les démêlés du testament et de la succession, toutes les toiles non vendues furent entreposées dans une grange à Genêts, elle-même mise sous scellé. Malheureusement, lorsque la grange fut rouverte quelques années plus tard, tout avait disparu, et encore aujourd'hui le mystère reste entier. Les descendants possèdent encore quelques toiles et objets importants, mais de nombreux éléments disparurent pendant la succession.

## Son œuvre

### Contexte artistique.

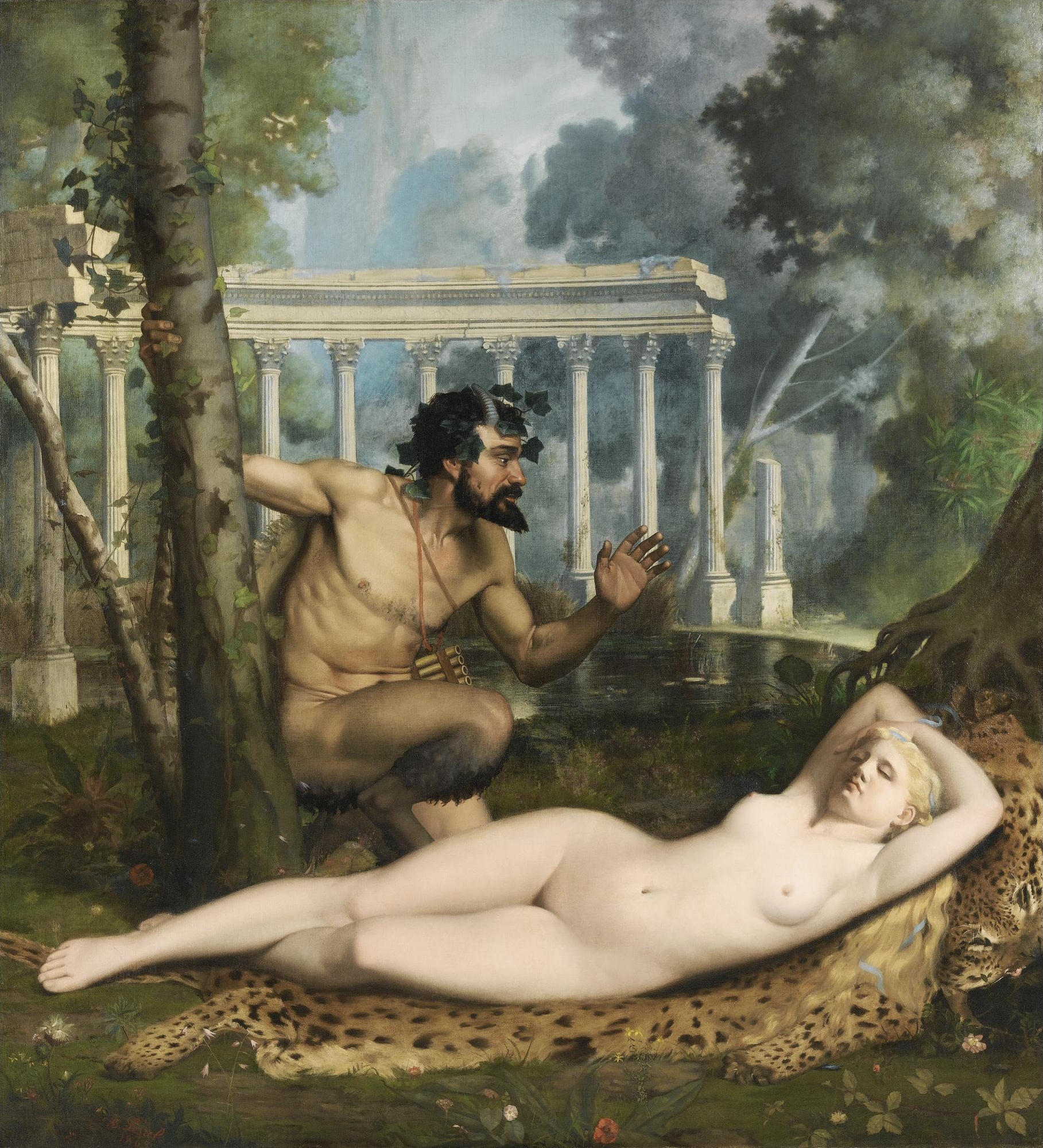
Pan et Vénus

À la fin du XIXe siècle et au début du XXe siècle, la peinture réaliste était aimée et appréciée des contemporains. À cette époque, l'art, et surtout la peinture, dut apporter sa caution à un certain mode de vie, soumis au code moral de la bourgeoisie : c'est ainsi que de nombreuses œuvres artistiques servirent à témoigner de la haute valeur de la morale bourgeoise. Cet art, souvent caractérisé "d'art pompier" ou de "kitsch",est entièrement lié aux préoccupations de la bourgeoisie et de son mode de vie. Tout ce qui était étranger à ce mode de vie se retrouve dans des scènes inspirées de l'Antiquité gréco-romaine, de la mythologie, du Moyen Age ou encore de la Renaissance. La peinture historique représentait d'ailleurs l'expression artistique la plus accomplie, selon la traditionnelle hiérarchie des thèmes.
Ainsi, on retrouve dans ces peintures une "vie travestie", où les personnages sont représentés en costume d'époque et les intérieurs sont recouverts de biens chers aux bourgeois de l'époque, car ils indiquent la richesse et l'opulence. On sent bien dans le travail de Lesrel son goût pour les costumes, tous différents et tous minutieusement décrits.
L'anecdote historique trouve aussi sa place dans cette peinture de genre : nombreux sont les épisodes du passé qui trouvent leur place dans l'art du XIXe siècle. Lesrel en est un exemple avec des toiles comme Le Cardinal de Richelieu considérant les plans du siège de La Rochelle (1887), ou encore Jeanne d'Arc quittant la maison paternelle (1891).

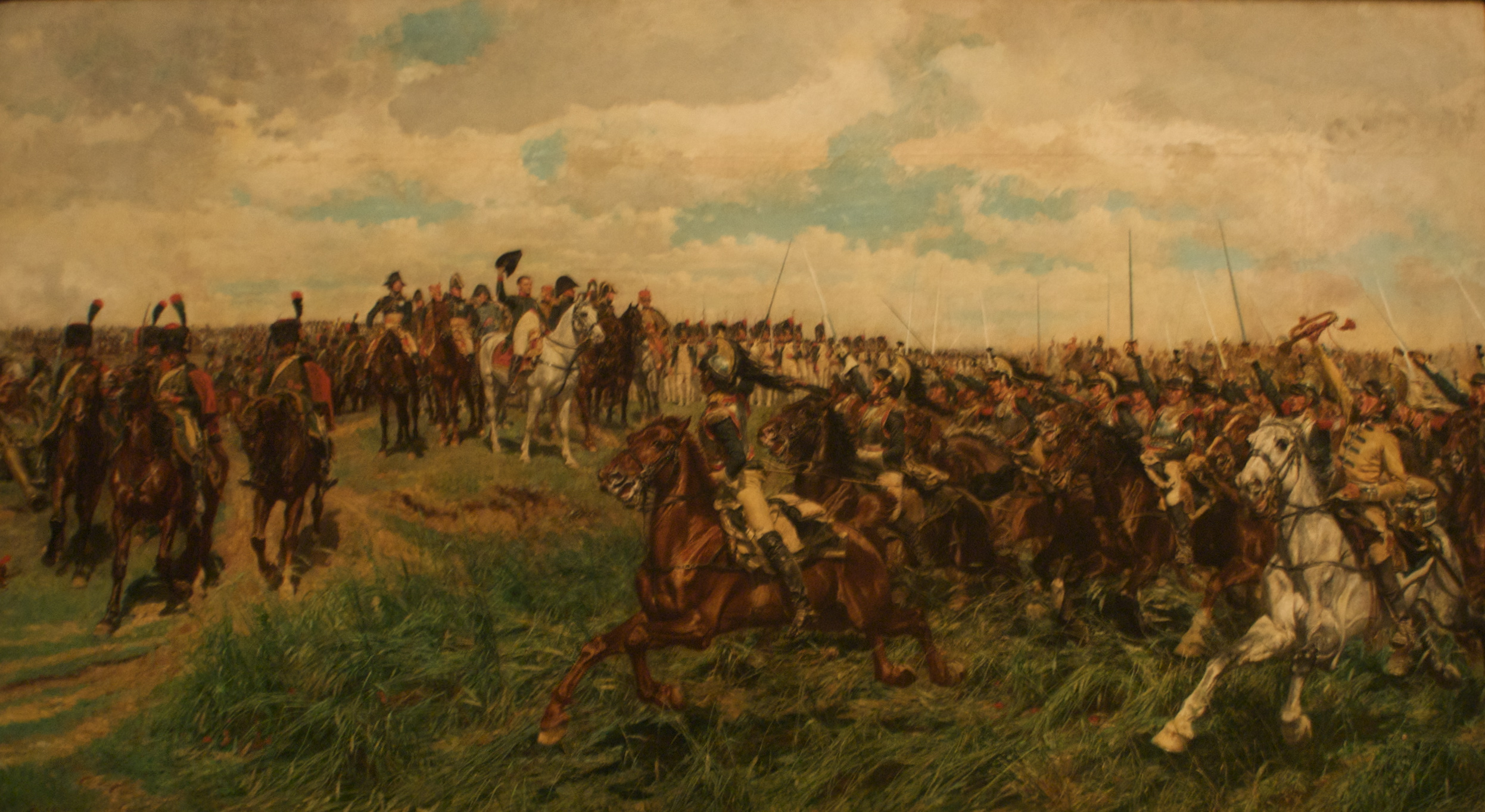
Friedland 1807, Ernest Meissonier,1875.

Il est indispensable de citer le peintre Jean Louis Ernest Meissonier (ancien maître de Lesrel), tant pour son rôle d'artiste mondialement connu et reconnu, que pour son influence sur Lesrel, les points communs entre les deux peintres étant nombreux. Meissonier tient son succès d'une technique incomparable : il fut le premier à reconstituer le passé d'une manière aussi minutieuse et vivante. Tous les détails des costumes, des mouvements, du mobilier ou de la végétation sont rendus, selon le lieu de la scène, de manière très naturelle.
Pendant toute cette période, l'art restera encore très attaché à la tradition académique. Les enjeux du Salon seront aussi très importants, car les marchands d'art sont encore presque inexistants, tout comme la réputation qui en découle.

Au fur et à mesure des années, les thèmes académiques se meuvent vers l'anecdote. Mais "l'art pompier" reste très attaché à la tradition et il est souvent défendu, notamment par le maître de Lesrel, Gérôme. Les scènes de genre pullulent alors pendant toute la seconde moitié du XIXe siècle.
"Avec la peinture de genre nous entrons dans le plein courant de l'art de notre époque" A.J. du Pays, L'Illustration, 1883.
Dans le cas de Lesrel, il s'agit essentiellement de portraits et de scènes de la vie quotidienne, transformés pour sembler venir du XVIIe siècle.

### Sa peinture.

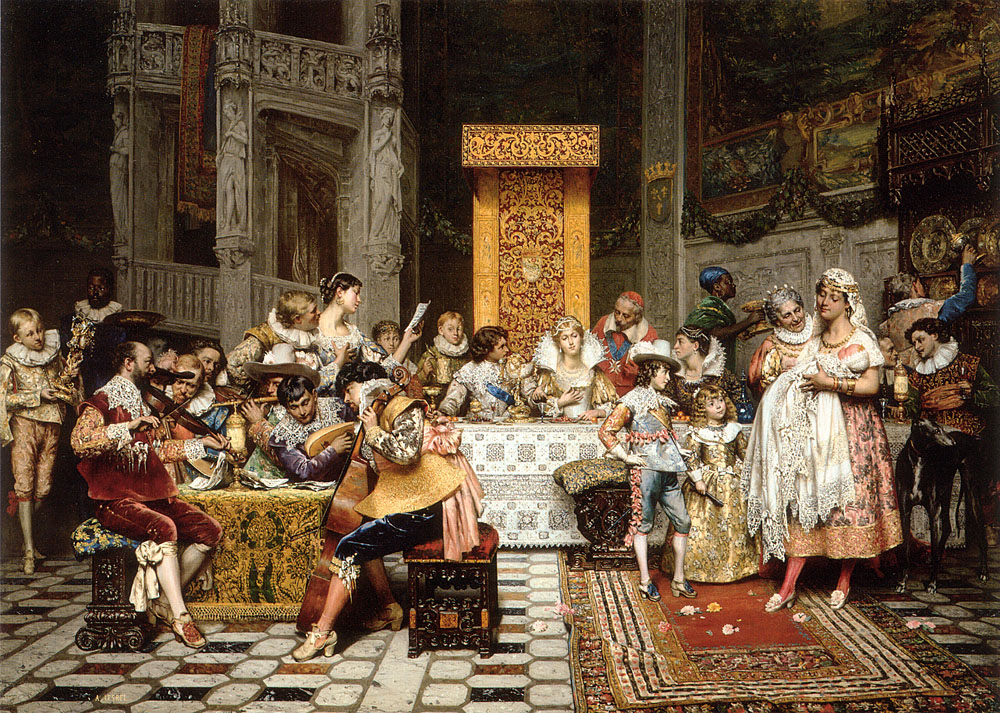
La fête du nouveau-né, naissance du Grand Condé, 1880.

Lesrel travailla en pleine période de l'art pompier, très attaché à la tradition. C'est dans ce contexte que Lesrel a peint de nombreuses scènes de genre, d'inspiration historique. Le Bénézit le caractérise comme « peintre d'histoire et de scènes de genre ». Presque toutes les scènes se passent en intérieur, les personnages sont en costume d'époque Louis XIII, et le décor est là pour compléter cette recherche d'une authenticité historique : mobilier Renaissance ou Louis XIII, armes du XVIIe siècle, objets de décoration anciens… Ses personnages de prédilection sont des cavaliers, mousquetaires, généraux, et femmes du XVIIe siècle. Tout est mis en place par le peintre pour reproduire le plus fidèlement possible le début du XVIIe siècle.
Lesrel s'attache à rendre les détails les plus précis : son style est très méticuleux. Les matières semblent réelles, le moindre accessoire est reproduit dans sa plus stricte exactitude, les couleurs sont riches et vibrantes. Les matériaux luxueux apparaissent dans toutes ses œuvres. Il faut mentionner son extraordinaire virtuosité pour le rendu des matières et des textures, comme l'argent, le verre, la soie, le satin, le velours, le cuir ou la laine… Généralement, Lesrel peint à travers ses scènes d'inspiration Louis XIII, le portrait du commanditaire.
On peut rapprocher le travail de Lesrel de la peinture de genre hollandaise du XVIIe siècle, comme Meissonier. Les spécialistes s'accordent à dire que le travail de Lesrel avait rejoint les maîtres flamands des XVIIe et XVIIIe siècles, tant par la richesse des coloris que par leur « pâte » . Lesrel doit son succès au fini, au précis, au précieux des dentelles, étudiées point par point semble-t-il, à l'extraordinaire perfection des riches étoffes… et à la solidité absolue de la composition.
Lesrel a peint quelques œuvres sur le thème de la religion. À l'époque du peintre, celle-ci influençait de nombreux artistes. Ainsi on peut citer tout d'abord à l'église de Genêts: une Descente de croix et un vitrail qui fut offert à l'église en souvenir d'une religieuse (ancienne institutrice du peintre). Celui-ci se trouve sur l'autel de Saint Joseph, vitrail-est du transept sud. Il réalisa également le tableau le Chevalier blanc qui se trouve à la mairie. À Paris, à l'église Saint Thomas d'Aquin, un tableau représentant La mort du Christ a été visible pendant de nombreuses années. Ce tableau a malheureusement disparu.

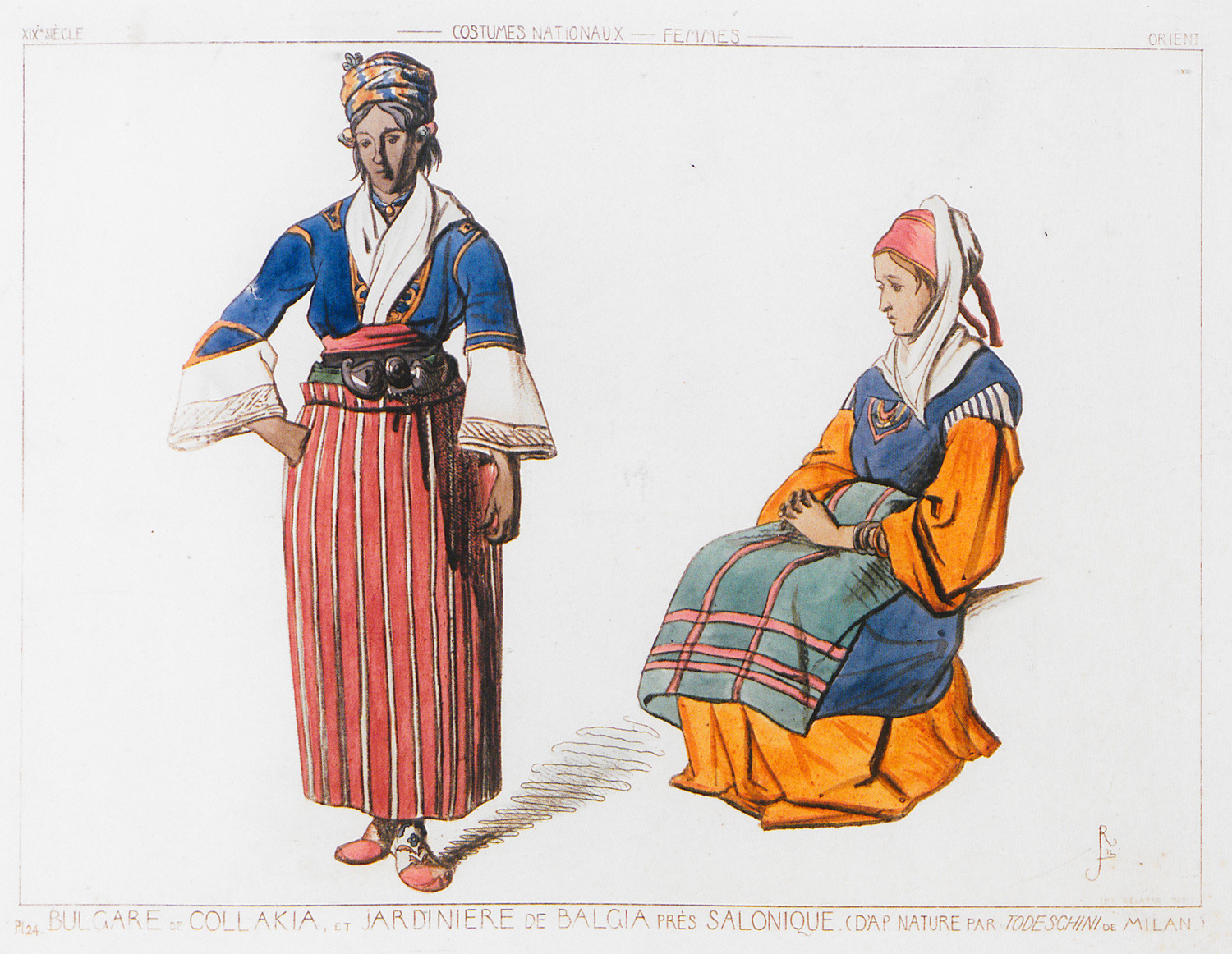
Femme bulgare de Kolakia et jeune fille de Balca, Raphael Jacquemin, 1863-69.

Aujourd'hui la plupart des œuvres de Lesrel se trouvent dans des collections particulières et muséales américaines et anglaises, et aux enchères dans les grandes maisons de vente de ces pays (Christie's et Sotheby's London et New York).
Axel Fontaine, son descendant direct et son ayant droit a rédigé son catalogue raisonné (en cours de publication).
Lesrel avait acquis une collection de gravures sur l'histoire du costume du IVe au XIXe siècle de Raphaël Jacquemin ; cette collection est exposée au château de Chémery en Loir-et-Cher.
Il est inhumé à Genêts.

## Œuvres dans les collections publiques
- Nantes, musée des beaux-arts : Le buveur, huile sur bois, 1894 [12].
- Rouen, musée des beaux-arts : Gentilshommes dans un tripot, huile sur toile, 1876 [13].